# منليك الأول
مِنليك الأول أو مِنيلك الأول (باللغة الجعزية: ምኒልክ) (اسمه في الأصل لا ايبنا الحكيم أي "ابن الحكماء")، أول امبراطور للحبشة يدين باليهودية ورد أنه ابن النبي سليمان وملكة سبأ بلقيس أو ماكيدا (في تقليد الإثيوبي)، في 950 قبل الميلاد تولى العرش عند وفاة الملكة بلقيس وتوج كامبراطور وملك الملوك للحبشة. تولى العرش سنة، وله الفضل له مع جلب تابوت العهد إلى إثيوبيا بعد زيارة إلى القدس للقاء والده عند بلوغه سن الرشد.
و يعتبر هو مؤسس السلالة السليمانية في الحبشة التي حكمت ما يقرب من ثلاثة آلاف سنة ل 225 أجيال متلاحقة انتهت مع سقوط الإمبراطور هيلا سيلاسي في عام 1974. تَصف الروايات الحبشية الملك منليك الأول بن سليمان (عليه السلام) بأنه كان شابًا باهر الجمال، زار أباه الملك سليمان بمدينة القدس وتم تتويجه هناك، ومن ثم صار ملكًا على بلاد الحبشة منذ ذلك الوقت، وهو يُعتبر أول الملوك في تاريخ هذه البلاد.

## في كتاب مجد الملوك
طبقاً لأسطورة ملحمة مجد الملوك (كِبرا نَجَشت) تقع مملكة سبأ القديمة في إثيوبيا، وتسمى الحاكمة باسم «ماكيدة» (بلقيس في المصادر اليمنية)، وتقول الملحمة إن سليمان افتتن بجمال ماكيدا ويسعى بشتى الطرق أن يبقيها في قصره، يُقال إنها ظلت 6 أشهر، حتى أغواها سليمان فتزوجها وولدت له ولداً سُمي منليك الأول -غيره سليمان فيما بعد إلى داوود- وعند بلوغه سن العشرين يسافر إلى القدس لوالده وأصبح منليك أول الملوك على إثيوبيا.

### خلافات
يذكر جيمس بروس أن سليمان قد أعطى هذه نسخة التابوت لملكة سبأ مع كتابات قديمة عند عودتها إلى اليمن. ويقول إنه بعد وفاة الملكة، لم يعترف الناس بوراثة المملكة للأمير منليك، الذي ذهب إلى المنفى عبر البحر الأحمر مع وزرائه.
من جانبه قال «ستيفين دانفر»، منسق أكاديمي لكلية العلوم الأساسية الاجتماعية في جامعة والدن، إن «النقاط الأكثر وضوحا للخلاف تتعلق بتاريخية كتاب مجد الملوك (كِبرا نَجَشت)، مشيرا إلى أن القضية الرئيسية هو ربط سبأ التوراتية، بإثيوبيا ولكن معظم الباحثين حدد شيبا التورارتية، بأنها سبأ التاريخية الواقعة في جنوب شبه الجزيرة العربية.
إمكانية الدعم تأتي من نقاش ملكي يشير إلى سبأ عثر عليه في شمال إثيوبيا ومن الأدلة اللغوية والآثار الباقية يتضح أن السبئيين في شمال إثيوبيا كانوا مرتبطين بالمملكة الأكبر في اليمن.
وهذه الكتابات السبئية تعود للقرن الثامن قبل الميلاد بينما حدد علماء الكتاب المقدس حياة الملك سليمان في القرن العاشر، هذا يدل أن التواجد السبئي في إثيوبا متأخر جداً عن فترة الملك سليمان وهو مايطعن في مصداقية وواقعية كتاب مجد الملوك وبالتالي فإن قصة منليك الأول وجلبه لتابوت العهد مستندة على مفارقة تاريخية لا مصطلحات تاريخية حقيقية».

## في التقاليد الإثيوبية
وفقًا لأحد التقاليد الإثيوبية، ولد منليك في ماي بيلا بالقرب من قرية أدي شماغلي، الواقعة شمال غرب أسمرة، في إريتريا.
حسب الرواية المتداولة في إثيوبيا تم إضافة رمز الأسد على العلم الإثيوبي في الفترات السابقة، والذي يرمز إلى شخصية الإمبراطور منيلك الأول.
تم تصوير فيلم وثائقي قصير عام 2004، في إثيوبيا. يحكي قصة ابن ملكة سبأ ، من خلال الصور والموسيقى.

## وصلات خارجية
- بلقيس أم ماكيدا؟.. قصة النزاع بين إثيوبيا واليمن على تاريخ مملكة سبأ